# 194e régiment de sécurité
 (janvier 2025).
Si vous disposez d'ouvrages ou d'articles de référence ou si vous connaissez des sites web de qualité traitant du thème abordé ici, merci de compléter l'article en donnant les références utiles à sa vérifiabilité et en les liant à la section « Notes et références ».
Le Sicherungs-Regiment 194 (194e régiment de sécurité) était un régiment des Sicherungstruppen allemandes destiné à la protection des ouvrages d'arts puis à la répression et à l’anéantissement des maquisards, limousins en particulier, et qui sévit dans la région de mars-avril à août 1944.

## Historique
Le Sicherungsgruppe 2 (2e groupe de sécurité) est créé le 28 janvier 1943 à Nantes. Le 15 février 1943, il prend le nom Sicherungs-Regiment 194 (194e régiment de sécurité) et est composé de 1 état-major et 4 bataillons et sous le commandement du Befehlshaber Südwestfrankreich.
À l'automne 1943, les 2e et 3e bataillons sont déplacés dans le Sud de la France
En mai 1944, l'état-major du régiment est à Toulouse, le 1er bataillon à Angers, le 2e bataillon à Digne, le 3e bataillon à Mondragon et le 4e bataillon à Toulouse.
Le 3 août 1944, 300 hommes d'un bataillon du 194e régiment de sécurité partent de Tulle en direction de Clermont-Ferrand. Après être tombée dans plusieurs embuscades, au carrefour de la Bitarelle à Gimel puis près de Corrèze, la colonne quitte la Route nationale 89, à Eyrein, et prend le réseau secondaire en direction de Vitrac. La colonne tombe de nouveau dans des embuscades à Vitrac et Seugnac de Rosiers-d'Égletons, arrive à Égletons vers 23 heures et s'installe dans l'École Nationale Professionnelle (ENP). Après quelques missions de reconnaissance où les accrochages sont nombreux, la garnison s'apercevant, très rapidement, que toutes les routes sont surveillées par les Résistants, elle occupe le central téléphonique pour empêcher les communications entre les groupes FFI et se retranche dans l'ENP. Inquiets et se sentant menacés, les Allemands terrorisent la population, qui évacue la ville. Le 13 août, les FFI demandent aux Allemands de se rendre qui refusent la proposition. Du 14 au 19 août 1944, l'École Nationale Professionnelle d'Égletons est assiégée.
À la fin de l'été et au début l'automne 1944, le régiment est détruit durant la retraite de France : Le 1er bataillon est capturé à Rennes, le 2e bataillon à Nice. Les restes de ses 2 bataillons qui ont réussi à s'échapper sont intégrés dans la 16e Volksgrenadier Division. Le 3e bataillon s'enfuit de Dijon puis combat dans la région de Belfort et les débris sont incorporés dans la 189e division d'infanterie.

## Composition
Il est composé de 4 bataillons et 14 compagnies
- Le 1er bataillon anciennement nommé Landesschützen-Bataillon 428 (1re, 2e et 3e compagnies) à Bordeaux en 1943.
- Le 2e bataillon anciennement nommé Landesschützen-Bataillon 279 (4e, 5e et 6e compagnies) à Vannes en 1943.
- Le 3e bataillon anciennement nommé Landesschützen-Bataillon 744 (7e, 8e et 9e compagnies) à Nantes en 1943.
- Le 4e bataillon anciennement nommé Landesschützen-Bataillon 6588 (10e, 11e et 12e compagnies, 13e compagnie lourde et 14e compagnie de génie à Nantes en 1943.
- L'état-major se trouve à Nantes en 1943